# Моравче при Габровки
Моравче при Габровки (словен. Moravče pri Gabrovki) је насељено место у општини Литија, Засавска регија, Словенија.

## Историја
До територијалне реорганизације у Словенији било је у саставу старе општине Литија.

## Становништво
У попису становништва из 2011. године, Моравче при Габровки имало је 213 становника.
| Број становника према пописима | Број становника према пописима | Број становника према пописима |
| ------------------------------ | ------------------------------ | ------------------------------ |
| 1991                           | 2002                           | 2011                           |
| 175                            | 211                            | 213                            |

Напомена: До 1953. исказивано под именом Моравче.